# 清野信秀
清野信秀（生年不詳－1565年）是日本戰國時代武將。信濃國鞍骨城城主。父親是清野國俊。通稱伊勢守。出家後稱美作入道道壽軒。初名清秀。

## 生平
北信濃的有力豪族村上氏的支流，跟隨村上義清與武田信玄戰鬥。在天文19年（1550年）的砥石城戰事中（砥石崩），於9月1日投向武田軍，在『高白齋記』中記錄「辛卯。申刻、清野出仕。」。後來再次服從村上氏，在義清被信玄擊敗後，與義清一同逃到越後國長尾景虎（上杉謙信）之下。不過在永祿2年（1559年）又投向武田氏而復歸舊領。

## 外部連結
- 戸石城の戦い 戸石崩れ （页面存档备份，存于）